# グンナー・ヘッケルト
グンナー・ヘッケルト（Gunnar Mikael Höckert、1910年2月12日- 1940年2月11日)は、フィンランドの陸上競技選手。1936年ベルリンオリンピックの金メダリストである。

## 経歴
ヘッケルトは、その選手生活の中で唯一輝いた年がベルリンオリンピックが開催された1936年であった。
ベルリンでは5000mに出場。レースはアメリカのドナルド・ラッシュが序盤ペースを作っていたが、2000mを過ぎてからは、フィンランドの3選手が先頭に立ち、すぐに、ヘッケルトと前回金メダルでこの種目の世界記録を持っているラウリ・レーティネンの一騎討ちと変わっていった。そして、最後1周を切ったところで、ヘッケルトはレーティネンをかわし、その年の世界シーズンベストの14分22秒2で金メダルを獲得した。
ヘッケルトは、ベルリンオリンピックの直後の9月16日に、スウェーデンのストックホルムにおいて、3000mの世界記録8分14秒8を樹立。翌週、同じトラックで、2マイルの世界記録、8分57秒4を樹立。さらにその後、今度は2000mでフランスのジュール・ラドゥメグが持っていた世界記録5分21秒8と並ぶ世界タイ記録を樹立した。
しかし、ヘッケルトはその後リウマチに苦しみ、二度と1936年のような活躍はできなくなる。その後、1939年に勃発した第二次世界大戦では対ソ連との戦争（冬戦争）に従軍。1940年2月11日、彼の30歳の誕生日の前日にカレリア地峡において戦死した。